# Joe Thomas (Footballspieler)
Joseph Hayden Thomas (* 4. Dezember 1984 in Brookfield, Wisconsin) ist ein ehemaliger US-amerikanischer American-Football-Spieler in der National Football League (NFL). Er spielte elf Saisons für die Cleveland Browns als Offensive Tackle. 2020 wurde er ins NFL 2010s All-Decade Team gewählt. Seit 2024 trainiert er die Offensive Line der Munich Ravens in der European League of Football.

## College
Da Thomas bereits auf der High School sowohl als Footballer als auch als Leichtathlet großes sportliches Talent erkennen ließ, boten ihm gleich mehrere Universitäten Sportstipendien an. Er entschied sich für die University of Wisconsin–Madison. Für deren Team, die Badgers, spielte er zwischen 2003 und 2006 äußerst erfolgreich College Football. Er wurde auf unterschiedlichen Positionen eingesetzt und mehrfach ausgezeichnet.

## NFL
Beim NFL Draft 2007 wurde er in der 1. Runde als insgesamt 3. von den Cleveland Browns ausgewählt, wo er von Beginn an als linker Offensive Tackle eingesetzt wurde. Seit seiner Rookie-Saison spielte er auf konstant hohem Niveau. 
So lief er seit 2007 nicht nur in jedem Spiel der Browns als Starter auf, er wurde auch jedes Jahr für den Pro Bowl nominiert. Er ist bislang der einzige Spieler in der Geschichte der NFL, der bei über 10.000 Spielzügen in Folge auf dem Feld war. Bis zu seiner Verletzung Ende Oktober 2017 konnte er seinen Rekord auf 10.363 Snaps en suite steigern. In jener Saison verpasste er auch erstmals verletzungsbedingt den Pro Bowl. Nach der Saison verkündete er seinen Rücktritt.
Im Jahr 2023 wurde er in die Pro Football Hall of Fame aufgenommen.

## Nach dem Karriereende
Im Januar 2024 wurde Thomas von den Munich Ravens aus der European League of Football offiziell als neuer Coach der Offensive Line und Marketing-Botschafter vorgestellt.